# Luleå stad
Denna artikel handlar om den tidigare kommunen Luleå stad. För orten se Luleå, för dagens kommun, se Luleå kommun.

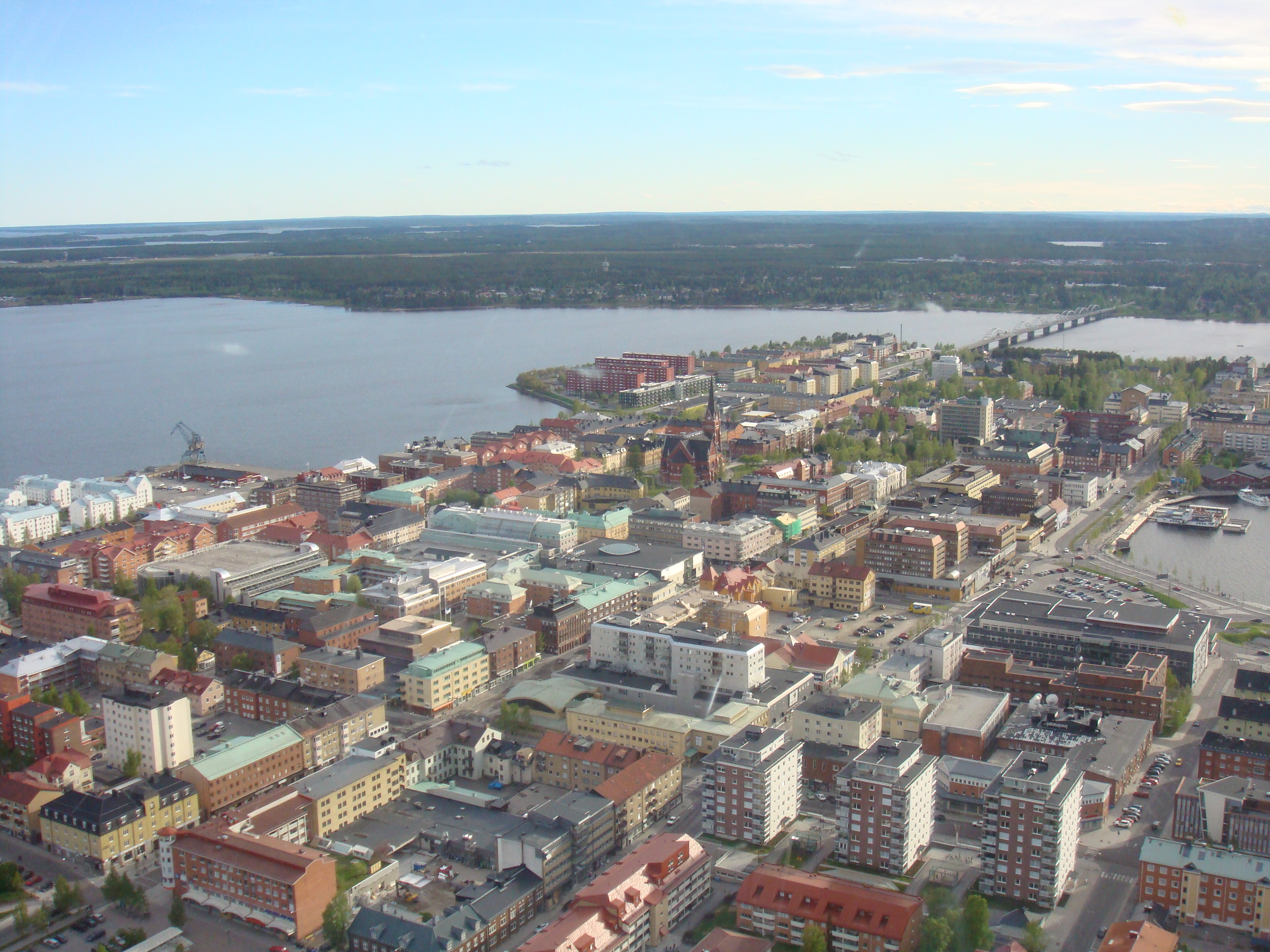
Vy från luften över centrala Luleå med Luleå domkyrka synlig i mitten och Bergnäsbron över Lule älv mot Bergnäset uppe till höger.

Luleå stad var en stad och kommun i Norrbottens län. Centralort var Luleå och kommunkod 1952–1970 var 2580.

## Administrativ historik
Luleå fick stadsprivilegier den 12 juli 1621 vid Nederluleå kyrka i Gammelstaden i Nederluleå socken men flyttades 1648-1649 till sin nuvarande plats. Den 1 januari 1863 inrättades Luleå stad som stadskommun när 1862 års kommunalförordningar trädde i kraft.
Stadens territorium ändrades flera gånger (årtal avser den 1 januari det året om inget annat anges):
- 1893 - Enligt beslut den 10 juni 1892 överfördes lägenheten Ön (också kallad Stadsön) i alla hänseenden till Nederluleå från staden; lägenheten hade tidigare tillhört Luleå stads donationsjord, och i vissa hänseenden tillhört Nederluleå. Samtidigt överfördes det så kallade Svartöhemmanet (eller 3/64 mantal Björsby n:r 6) och de inom Luleå hamn liggande holmarna Gråsjälören, Smultronören, Långören, Långörsgrundet, Lövgrundet, Limpören, Limpholmen (eller Getören), Långgrundet och Dömansgrundet (eller Dömansören) i alla hänseenden från Nederluleå till staden. Före 1893 hade Stadsön kyrkoskrivits i Nederluleå, betalat de kyrkliga och borgerliga kommunala avgälderna dels till landet och dels till staden samt räknats i administrativt och judiciellt hänseende till Nederluleå tingslag, förutom att civila rättsärenden rörande jorden handlades vid Luleå stads rådhusrätt.[3]
- 1895 - Enligt beslut den 18 maj 1894 överfördes i alla hänseenden från Nederluleå till staden hemmanet 3/16 mantal Notviken och ett område på 3/16 mantal som utbrutits från Nederluleå pastorsboställe och anslagits som lösingsjord åt kyrkoherden i Luleå. I samma beslut bifölls inte ett förslag om att överföra Hermansängen till Nederluleå.[3]
- 1933 - Enligt beslut den 31 mars 1932 överfördes från Nederluleå socken och landskommun till Luleå stad vissa områden med 2 189 invånare, däribland Svartöstadens municipalsamhälle med 1 081 invånare och den så kallade Skurholmsstaden, med en areal av 4,92 kvadratkilometer, varav allt land. Samtidigt överfördes i motsatt riktning vissa obebodda skiften med en areal av 0,86 kvadratkilometer, varav allt land.[4][5]
- 1959 - Från Nederluleå landskommun överfördes till staden ett område (med bland annat Sandön) med 106 invånare och omfattande en areal av 26,22 kvadratkilometer, varav 25,95 kvadratkilometer land. Samma datum överfördes ett område med 44 invånare i motsatt riktning - från staden till Nederluleå - omfattande en areal av 6,57 kvadratkilometer, varav allt land.[6]
- 1969 - Nederluleå landskommun och Råneå landskommun inkorporerades i staden.[7]
- 1970 - Från Gunnarsbyns församling i Bodens stad till Råneå församling i staden överfördes ett område med en areal av 23,30 kvadratkilometer, varav allt land. Samtidigt överfördes i motsatt riktning ett obebott område med en areal av 0,22 kvadratkilometer, varav 0,21 land.[8]

Kommunreformen 1952 påverkade inte indelningarna i området, då varken Västerbottens eller Norrbottens län berördes av reformen.
1 januari 1971 infördes enhetlig kommuntyp och Luleå stad ombildades därmed utan någon territoriell förändring till Luleå kommun.

### Judiciell tillhörighet
Luleå stad hade egen jurisdiktion med magistrat och rådhusrätt. Magistraten avskaffades den 1 januari 1965 i samband med polisväsendets förstatligande.

### Kyrklig tillhörighet
I kyrkligt hänseende hörde staden först till Luleå församling och den 18 augusti 1667 utbröts staden till en egen församling benämnd Luleå stadsförsamling. 1 januari 1962 uppdelades Luleå stadsförsamling på två delar: Luleå domkyrkoförsamling och Örnäsets församling. 1969 tillfördes Nederluleå och Råneå församlingar till staden.

### Sockenkod
För registrerade fornfynd med mera så återfinns staden inom ett område definierat av sockenkod 0181 som motsvarar den omfattning staden hade kring 1950.

## Stadsvapnet
Blasonering: I fält av silver två blå nycklar i kors, den vänstra störtad.
Detta vapen fastställdes av Kungl. Maj:t år 1942. Vapnet förs idag av den nuvarande Luleå kommun. Se artikeln om Luleå kommunvapen för mer information.

## Geografi

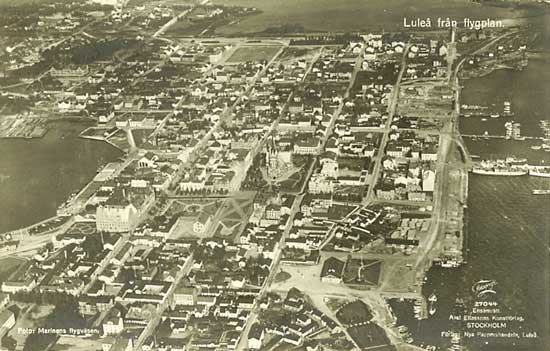
Vy från luften över centrala Luleå på 1930-talet.

Luleå stad omfattade den 1 januari 1952 en areal av 41,06 km², varav 40,16 km² land. Efter nymätningar och arealberäkningar färdiga den 1 januari 1954 omfattade staden den 1 januari 1961 en areal av 71,53 km², varav 56,94 km² land.

### Tätorter i staden 1960
| Tätort     | Folkmängd |
| ---------- | --------- |
| Luleå      | 28 495    |
| Notviken   | 799       |
| Mjölkudden | 549       |
| Karlsvik   | 315       |

Tätortsgraden i staden var den 1 november 1960 98,9 procent.

## Näringsliv

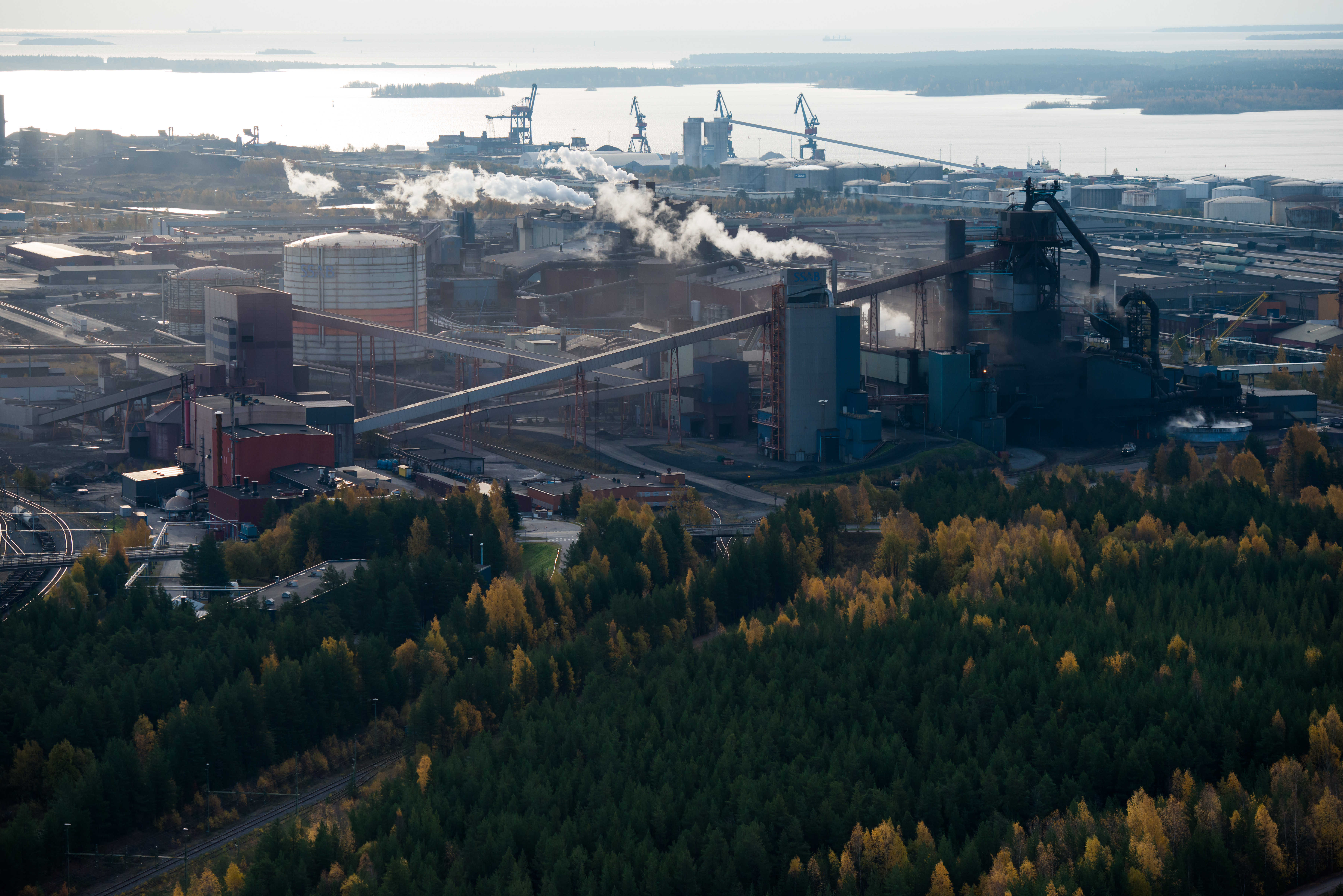
SSAB (tidigare NJA) i Luleå.

Vid folkräkningen den 31 december 1950 var stadens befolknings huvudnäring uppdelad på följande sätt:
- 42,3 procent av befolkningen levde av industri och hantverk
- 17,6 procent av samfärdsel
- 16,3 procent av handel
- 16,3 procent av offentliga tjänster m.m.
- 2,1 procent av jordbruk med binäringar
- 1,7 procent av husligt arbete
- 0,2 procent av gruvbrytning
- 3,6 procent av ospecificerad verksamhet.

Av den förvärvsarbetande befolkningen jobbade 17,6 procent i metallindustrin.

## Befolkningsutveckling
| Befolkningsutvecklingen i Luleå stad 1805–1970 | Befolkningsutvecklingen i Luleå stad 1805–1970 | Befolkningsutvecklingen i Luleå stad 1805–1970 | Befolkningsutvecklingen i Luleå stad 1805–1970 | Befolkningsutvecklingen i Luleå stad 1805–1970 |
| --- | ---------------------------------------------- | ---------------------------------------------- | ---------------------------------------------- | ---------------------------------------------- |
| |                                                |                                                |                                                |                                                |
| År |                                                |                                                | Folkmängd                                      |                                                |
| 1805 | 1805                                           |                                                | 947                                            |                                                |
| 1810 | 1810                                           |                                                | 873                                            |                                                |
| 1820 | 1820                                           |                                                | 1 028                                          |                                                |
| 1830 | 1830                                           |                                                | 1 064                                          |                                                |
| 1840 | 1840                                           |                                                | 1 139                                          |                                                |
| 1850 | 1850                                           |                                                | 1 257                                          |                                                |
| 1860 | 1860                                           |                                                | 1 516                                          |                                                |
| 1870 | 1870                                           |                                                | 1 905                                          |                                                |
| 1880 | 1880                                           |                                                | 3 120                                          |                                                |
| 1890 | 1890                                           |                                                | 4 755                                          |                                                |
| 1900 | 1900                                           |                                                | 9 484                                          |                                                |
| 1910 | 1910                                           |                                                | 8 959                                          |                                                |
| 1920 | 1920                                           |                                                | 10 545                                         |                                                |
| 1930 | 1930                                           |                                                | 11 336                                         |                                                |
| 1935 | 1935                                           |                                                | 13 509                                         |                                                |
| 1940 | 1940                                           |                                                | 13 948                                         |                                                |
| 1945 | 1945                                           |                                                | 17 134                                         |                                                |
| 1950 | 1950                                           |                                                | 22 646                                         |                                                |
| 1955 | 1955                                           |                                                | 27 767                                         |                                                |
| 1960 | 1960                                           |                                                | 30 488                                         |                                                |
| 1965 | 1965                                           |                                                | 34 709                                         |                                                |
| 1970 | 1970                                           |                                                | 58 668                                         |                                                |
| Anm: 1969 inkorporerades kommunerna Nederluleå och Råneå. För åren 1805-1945: befolkning enligt folkräkning 31 december enligt den administrativa indelningen den 1 januari följande år. 1950 avser befolkning enligt folkräkning den 31 december enligt den administrativa indelningen den 1 januari 1952. 1955 avser den kyrkobokförda befolkningen den 31 december enligt den administrativa indelningen den 1 januari följande år. 1960 och 1965 avser befolkning enligt folkräkning den 1 november enligt den administrativa indelningen den 1 januari följande år. 1970 avser befolkning enligt folkräkning den 1 november i det område som Luleå stad omfattade när den ombildades till Luleå kommun 1 januari 1971. |                                                |                                                |                                                |                                                |

## Politik

### Mandatfördelning i valen 1919–1968
| 8 | 2 | 12 | 18 |

| 37 |

| 9 | 3 | 8 | 20 |

| 37 |

| 8 | 5 | 3 | 4 | 20 |

| 37 |

| 7 | 14 | 2 | 17 |

| 37 |

| 7 | 12 | 3 | 18 |

| 38 |

| 9 | 14 |  | 16 |

| 37 |

| 10 | 16 | 3 | 3 | 8 |

| 34 | 6 |

| 8 | 19 |  | 3 | 9 |

| 35 |

| 11 | 16 | 4 | 9 |

| 34 | 6 |

| 7 | 18 | 7 | 8 |

| 31 | 9 |

| 7 | 20 | 6 | 7 |

| 31 | 9 |

| 6 | 21 | 4 | 9 |

| 32 | 8 |

| 5 | 23 |  | 5 | 6 |

| 30 | 10 |

| 7 | 18 | 2 | 7 | 6 |

| 32 | 8 |

| 5 | 33 | 7 | 7 |  | 7 |

| 53 |

## Rådhusrätten i Luleå
Staden hade egen jurisdiktion med rådhusrätt, som lydde under Svea hovrätt fram till 1936 och sedan under Hovrätten för Övre Norrland. Rådhusrätten upphörde 1 januari 1971 i samband med Tingsrättsreformen i Sverige, då de sista kvarvarande rådhusrätterna samt häradsrätterna omvandlades till tingsrätter. Luleå rådhusrätt blev då Luleå tingsrätt.

### Borgmästare
se även Lista över borgmästare i Luleå
| Ämbetstid             | Namn           |
| --------------------- | -------------- |
| 1890–31 december 1936 | Axel Fagerlin  |
| 1 maj 1937–1966       | Vincent Ekholm |
| 4 november 1966–1970  | Bengt Jacobson |

### Rådmän
Luleå stad hade två samtidigt tjänstgörande rådmän. Senast 1969 hade dock antalet rådmän i rådhusrätten ökat till tre.
| Ämbetstid          | Namn                           |
| ------------------ | ------------------------------ |
| 1908–1942          | Pontus Sandström               |
| 1908–tidigast 1915 | Olof Herman Thorsten Örtenblad |
| 1908–tidigast 1915 | Carl Anton Baudin              |
| 1917–tidigast 1925 | Viktor Ferdinand Lundmark      |
| 1917–tidigast 1931 | Per Theodor Aurén              |
| 1928–tidigast 1945 | Karl Oskar Widlund             |
| 1942–1966          | Bengt Jacobson                 |
| 1948–1952          | Sven Gustaf Ahlström           |
| 1953–tidigast 1955 | Karl-Erik Högner               |
| 1961–tidigast 1964 | Karl Birger Vallgårda          |

### Fotnoter
1. 1 2 3 4  Folkräkningen, den 1 november 1960, I : Folkmängd inom kommuner och församlingar efter kön, ålder, civilstånd m. m., SCB, 1961, läs online.[källa från Wikidata]
2. ↑  Städernas kommunalförvaltningar i Sveriges statskalender 1925
3. 1 2   (PDF) Bidrag till Sveriges officiella statistik. A. Befolkningsstatistik Statistiska centralbyråns underdåniga berättelse för år 1900. Andra afdelningen: Areal och folkmängd för särskilda administrativa, judiciella och ecklesiastika områden jämte uppgifter om främmande trosbekännare. Stockholm: Statistiska centralbyrån. 1906. sid. 25. Arkiverad från originalet den 2 oktober 2014. https://www.webcitation.org/6T1dBOrTB?url=http://www.scb.se/H/BISOS. Läst 2 oktober 2014 Arkiverad 11 november 2013 hämtat från the Wayback Machine.
4. ↑   (PDF) Folkräkningen den 31 december 1940, I, Areal och folkmängd inom särskilda förvaltningsområden m.m., Befolkningsagglomerationer. Stockholm: Statistiska centralbyrån. 1942. sid. 105. Arkiverad från originalet den 9 oktober 2014. https://www.webcitation.org/6TCcNWXzt?url=http://www.scb.se/Grupp/Hitta_statistik/Historisk_statistik/_Dokument/SOS/Folkrakningen_1940_1.pdf. Läst 9 oktober 2014 Arkiverad 1 november 2013 hämtat från the Wayback Machine.
5. ↑   ( PDF) Folkmängden inom administrativa områden den 31 december 1932. Sveriges officiella statistik - Folkmängden och dess förändringar. Stockholm: Statistiska centralbyrån. 1933. sid. 34 & 37. http://www.scb.se/H/SOS%201911-/Befolkningsstatistik/Folkm%C3%A4ngden%20inom%20administrativa%20omr%C3%A5den%20(SOS)%201910-1961/Folkm%C3%A4ngden-inom-administrativa-omr%C3%A5den-1932.pdf. Läst 1 maj 2018
6. 1 2   (PDF) Folkräkningen den 1 november 1960, I, Folkmängd inom kommuner och församlingar efter kön, ålder, civilstånd m.m.. Stockholm: Statistiska centralbyrån. 1965-09-30. sid. 61. Arkiverad från originalet den 15 juli 2015. https://www.webcitation.org/6a1zkRbkC?url=http://www.scb.se/Grupp/Hitta_statistik/Historisk_statistik/_Dokument/SOS/Folkrakningen_1960_01.pdf. Läst 26 december 2014 Arkiverad 14 oktober 2013 hämtat från the Wayback Machine.
7. ↑  Per Andersson: Sveriges kommunindelning 1863-1993, Draking, Mjölby 1993, ISBN 91-87784-05-X, s. 98
8. ↑   (PDF) Folk- och bostadsräkningen 1970, Del 1. Befolkning i kommuner och församlingar m.m.. Stockholm: Statistiska centralbyrån. 1972. sid. 69. Arkiverad från originalet den 6 juli 2015. https://www.webcitation.org/6ZpNsyqr4?url=http://www.scb.se/Grupp/Hitta_statistik/Historisk_statistik/_Dokument/SOS/Folk_o_bostadsrakningen_1970_1.pdf. Läst 6 juli 2015 Arkiverad 24 september 2015 hämtat från the Wayback Machine.
9. 1 2   (PDF) Folkräkningen den 31 december 1950, I, Areal och folkmängd inom särskilda förvaltningsområden m.m., Tätorter. Stockholm: Statistiska centralbyrån. 1952-05-19. sid. 6* & 122. Arkiverad från originalet den 1 oktober 2014. https://www.webcitation.org/6T09ZkyrB?url=http://www.scb.se/Grupp/Hitta_statistik/Historisk_statistik/_Dokument/SOS/Folkrakningen_1950_1.pdf. Läst 9 oktober 2014 Arkiverad 29 oktober 2013 hämtat från the Wayback Machine.
10. ↑  ”Förteckning (Sveriges församlingar genom tiderna)”. Skatteverket. 1989. http://www.skatteverket.se/privat/folkbokforing/omfolkbokforing/folkbokforingigaridag/sverigesforsamlingargenomtiderna/forteckning.4.18e1b10334ebe8bc80003999.html. Läst 17 december 2013.
11. ↑  Fornminnesregistret, Riksantikvarieämbetet: Luleå stad Fornminnen i socknen erhålls på kartan genom att skriva in sockennamn (utan "socken") i "Ange geografiskt område"
12. ↑  ”Svenska Heraldiska Föreningens vapendatabas”. Arkiverad från originalet den 18 oktober 2012. https://web.archive.org/web/20121018011750/http://databas.heraldik.se/index.php. Läst 3 februari 2011.
13. ↑   (PDF) Folkräkningen den 1 november 1960, II, Folkmängd inom tätorter efter kön, ålder och civilstånd.. Stockholm: Statistiska centralbyrån. 1961-10-31. sid. 33. Arkiverad från originalet den 29 juni 2015. https://www.webcitation.org/6ZeEB9Ija?url=http://www.scb.se/Grupp/Hitta_statistik/Historisk_statistik/_Dokument/SOS/Folkrakningen_1960_02.pdf. Läst 30 juni 2015 Arkiverad 24 september 2015 hämtat från the Wayback Machine.
14. 1 2   (PDF) Folkräkningen den 31 december 1950, IV, Totala räkningen: folkmängden efter yrke i kommuner, församlingar och tätorter. Stockholm: Statistiska centralbyrån. 1954-10-08. sid. 190-191. Arkiverad från originalet den 30 juni 2015. https://www.webcitation.org/6Zfas4HUP?url=http://www.scb.se/Grupp/Hitta_statistik/Historisk_statistik/_Dokument/SOS/Folkrakningen_1950_4.pdf. Läst 30 juni 2015 Arkiverad 24 september 2015 hämtat från the Wayback Machine.
15. ↑  ”Historisk statistik efter serie”. Statistiska centralbyrån. Arkiverad från originalet den 30 december 2017. https://web.archive.org/web/20171230122632/http://www.scb.se/sv_/hitta-statistik/historisk-statistik/digitaliserat---statistik-efter-serie/. Läst 31 maj 2019.
16. ↑  ”Folkräkningen 1910–1960”. Statistiska centralbyrån. Arkiverad från originalet den 22 augusti 2018. https://web.archive.org/web/20180822113519/https://www.scb.se/sv_/Hitta-statistik/Historisk-statistik/Digitaliserat---Statistik-efter-serie/Sveriges-officiella-statistik-SOS-utg-1912-/Folk--och-bostadsrakningarna-1860-1990/Folkrakningen-1910-1960/. Läst 31 maj 2019.
17. ↑  ”Folk- och bostadsräkningen 1965–1990”. Statistiska centralbyrån. Arkiverad från originalet den 22 augusti 2018. https://web.archive.org/web/20180822145518/https://www.scb.se/sv_/Hitta-statistik/Historisk-statistik/Digitaliserat---Statistik-efter-serie/Sveriges-officiella-statistik-SOS-utg-1912-/Folk--och-bostadsrakningarna-1860-1990/Folk--och-bostadsrakningen-1965-1990/. Läst 31 maj 2019.
18. ↑  Elsa Trolle Önnerfors: Domsagohistorik - Luleå tingsrätt (del av Riksantikvarieämbetets Tings- och rådhusinventeringen 1996-2007)
19. ↑  ”Rådhusrätterna, sid 96”. Svensk Juristtidning. 1937. http://svjt.se/svjt/1937/96. Läst 24 oktober 2016.
20. ↑  Ekholm, Vincent i Vem är det 1969
21. ↑  ”Rådhusrätterna, sid 352”. Svensk Juristtidning. 1937. http://svjt.se/svjt/1937/352. Läst 24 oktober 2016.
22. 1 2  Jacobson, Bengt i Vem är det 1969
23. ↑  Jacobson, Bengt i Vem är det 1977
24. ↑  ”Rådhusrätterna, sid 728”. Svensk Juristtidning. 1966. http://svjt.se/svjt/1966/728. Läst 24 oktober 2016.
25. ↑  Underrätter under Hovrätten för Övre Norrland i Sveriges statskalender 1970
26. 1 2  Städernas styrelser - 25. Städerna i Norrbottens län. i Sveriges statskalender 1915
27. 1 2  Städernas styrelser - 25. Städerna i Norrbottens län. i Sveriges statskalender 1921
28. ↑  Städernas styrelser - 25. Städerna i Norrbottens län. i Sveriges statskalender 1925
29. ↑  Städernas styrelser - 25. Städerna i Norrbottens län. i Sveriges statskalender 1931
30. ↑  Städernas styrelser - 25. Städerna i Norrbottens län. i Sveriges statskalender 1945
31. ↑  Städernas styrelser - 25. Städerna i Norrbottens län. i Sveriges statskalender 1950
32. ↑  ”Rådhusrätterna.”. Svensk Juristtidning. 1948. http://svjt.se/svjt/1948/320. Läst 24 oktober 2016.
33. ↑  ”Rådhusrätterna.”. Svensk Juristtidning. 1953. http://svjt.se/svjt/1953/64. Läst 24 oktober 2016.
34. ↑  Städernas styrelser i Sveriges statskalender 1955
35. ↑  Städernas styrelser i Sveriges statskalender 1963
36. ↑  Städernas styrelser i Sveriges statskalender 1964